# Fordicidia
I Fordicidia erano delle festività romane della fertilità che si tenevano il 15 aprile, in cui si offrivano in sacrificio delle mucche gravide. Dopo il sacrificio delle mucche in ciascuna delle trenta curie, gli embrioni dei vitelli venivano bruciati dalle vestali, che ne usavano le ceneri per purificare il popolo nei Parilia, il 21 aprile. Ovidio afferma che i Fordicidia furono istituiti all'epoca di Numa Pompilio.
Questa festa fa parte del ciclo agrario celebrato in aprile, mese in cui si celebravano altre feste legate alla vita: i Cerealia il 19 (dedicati a Cerere), i Parilia il 21 (festa dei pastori), i Vinalia il 23 (festa del vino), i Robigalia il 25 (per proteggere i raccolti dalla ruggine o dai gittaioni).
L'etimologia del termine Fordicidia pone alcuni problemi: le fonti danno quattro nomi diversi per questa festa, e la formazione di queste parole non segue le regole dell'evoluzione fonetica del latino. Non si possono dunque seguire gli antichi, che collegavano Fordicidia al latino fero ("portare", in questo caso "essere gravida").
I Fordicidia sono considerati una delle festività più antiche della religione romana, e questo rito di fecondità è stato messo in parallelo con altri riti e miti identici nelle altre civiltà indoeuropee, specialmente con il sacrificio indiano dell'astapadi.

## Il rituale delFordicidia

### Il rituale
Nella Roma antica i Fordicidia si celebrano il 15 aprile, il terzo giorno dopo le idi di Aprile. Il rituale del sacrificio ci è descritto da Ovidio nel quarto libro dei Fasti.
In ciascuna delle trenta curie, sul Campidoglio e a volte anche nei campi, ma in modo privato, si sacrificava una mucca gravida (forda bove). Ovidio dice che era chiamata forda una mucca gravida, poiché alla terra piena si offre una vittima piena. Si sa che ogni curia sacrificava una mucca gravida, ma è sconosciuto il numero di mucche sacrificate sul Campidoglio dai Pontefici, la parte dedicata a Giove (pars cadit arce Iovis), Varrone si limita a dire complures, svariate.
Dopo il sacrificio della mucca a Tellus (la Terra), gli embrioni dei vitelli erano estratti e bruciati dalla vestale più anziana, la Vestalis maxima, sicuramente sul focolare della Regia. Il vitello è un essere ambiguo, vivente ma non essendo ancora nato, sacrificato ma incapace di essere una vittima valida. Le loro ceneri sono conservate dalle vestali nel tempio di Vesta ·  e utilizzate, mischiate con il sangue essiccato di un precedente sacrificio di cavallo e fusti di fave, per un rito di purificazione spargendole sui fuochi dei Parilia, per la purificazione dei pastori e delle mandrie.
Ovidio, che descrive il rituale, può essere considerato un testimone degno di fede, in quanto racconta di aver partecipato più volte ai Parilia.

### Una festa delle curie
La curia a Roma designava un'antica suddivisione politica ed amministrativa del popolo romano risalente probabilmente all'epoca monarchica. Ognuna di esse, per un totale di trenta, ha a disposizione un locale ed un sacerdote, il curione. Come per altri riti nei quali il culto pubblico va di pari con il culto privato, un solo sacrificio era realizzato per conto dello Stato, al Campidoglio, ed altri sacrifici avevano luogo nello stesso tempo in ciascuna delle trenta curie. Si tratta della prima delle due feste che implicavano le curie, di cui l'altra erano i Fornacalia, il 17 febbraio, che si distingueva per il fatto che al culto locale non fosse associato un culto statale. In questo modo, i Fordicidia sono celebrati nello stesso momento negli edifici delle trenta curie, dove il curione presiedeva il sacrificio ed immola una mucca gravida, e sul Campidoglio, dove i pontefici eseguono la stessa cerimonia per conto dello Stato.

### Numa e l'origine deiFordicidia

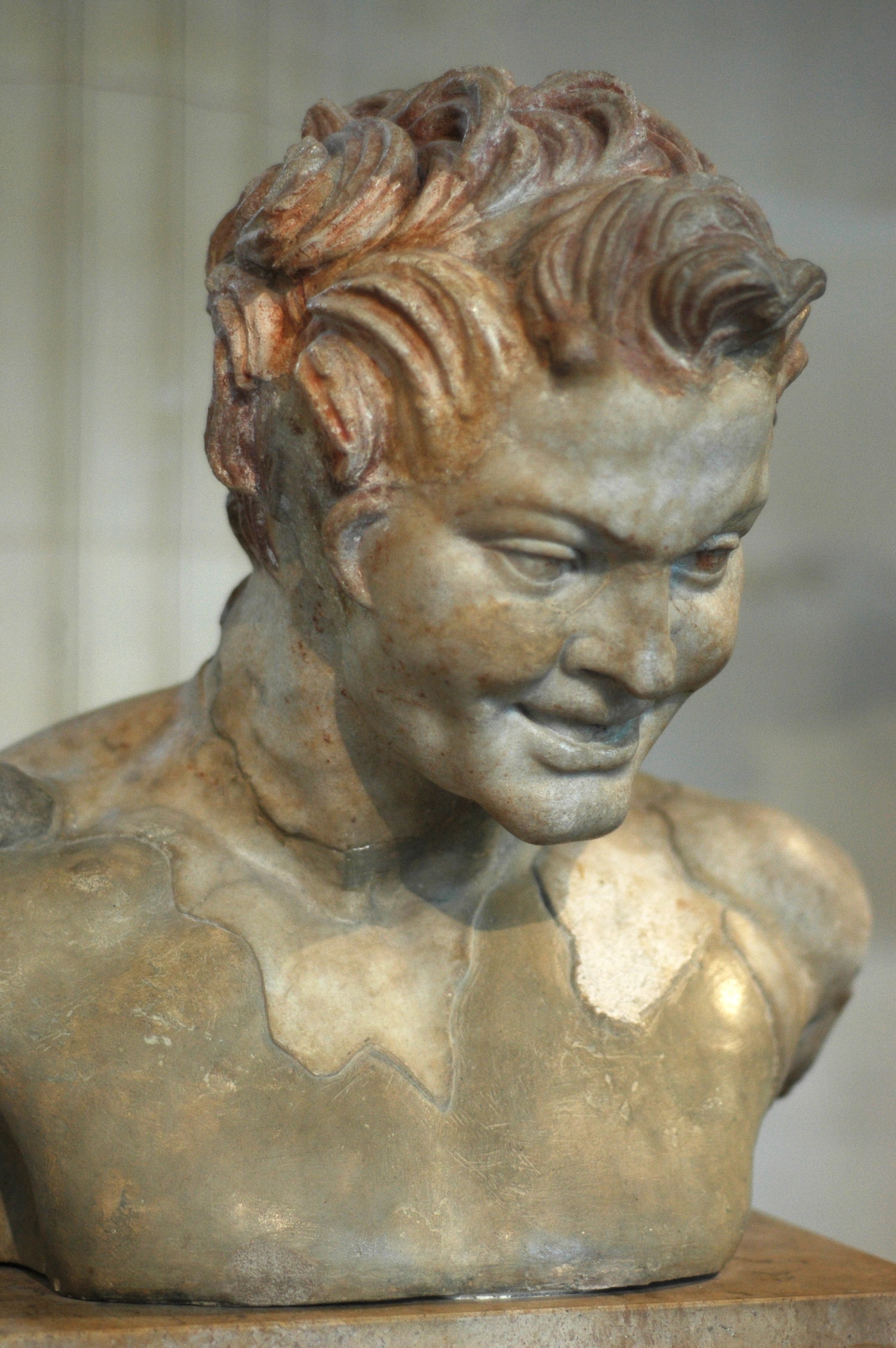
Fauno

Gli antichi attribuivano l'istituzione dei Fordicidia, come anche di numerosi aspetti della religione e del diritto romano, al pio Numa Pompilio, il secondo re di Roma. In effetti, aggiunge alla spiegazione dei Fordicidia un episodio storico che le origina una prima volta, e di cui tutte le altre volte saranno delle imitazioni commemorative:
Un anno, durante il regno di Numa Pompilio, i campi non diedero i raccolti e gli animali sembravano incapaci di riprodursi. Numa si recò dunque nel bosco di Fauno per consultare il dio. Costui gli apparve in sogno e gli parlò per enigma: « Re, devi placare Tellus offrendole due mucche, ma sacrificandone una sola e pur offrendo due vite». La ninfa Egeria diede al re la soluzione dell'enigma: ciò che richiede Tellus è il sacrificio di una vacca gravida. Numa si conformò alla richiesta di Fauno e compì il sacrificio di una mucca gravida; campi ed animali tornarono allora fertili e giunse un'annata feconda.

### Scomparsa
Senza poter precisare esattamente a partire da quando non sono più celebrati, si osserva che i Fordicidia, con all'incirca la metà delle feste della Roma repubblicana, non compare sul calendario del 354, nel momento in cui l'impero, diventando cristiano, abbandona le antiche festività religiose romane.

## Etimologia
La festa dei Fordicidia è anche chiamata Fordicalia, Hordicidia o Hordicalia. Esistono perciò due grafie, sia con una F che con una H.
Basandosi sul termine della lingua rurale horda o forda, che designa una vacca gravida, gli antichi avvicinavano Fordicidia a fero (« portare »). Ovidio dà anche a fetus (« feto ») la stessa etimologia, a torto, poiché questa parola è costruita su un'altra radice, che si ritrova nella parola latina fecundus (« fecondo »). Il composto Fordi + cidia, «mucche gravide » + « messa a morte », sembra trasparente e perfettamente appropriato ai riti della festività, e fordus era visto generalmente come un composto della radice fero, ossia fordus (da * foridus) significa « gestante, gravido, pieno », come il greco φορός, - ός, - όν nei testi medici.
Questa spiegazione tradizionale tuttavia pone diversi problemi; in primo luogo sia horda che forda significano « mucca gravida» e sia Varrone sia Festo, due garanzie solide, indicano che si utilizzava anche la grafia Hordicidia. Varrone precisa anche che la forma Hordicidia era quella incisa sui calendari (in fastis), ciò che porta a pensare che poteva trattarsi dell'appellazione ufficiale. Dobbiamo dunque accordare un'attenzione particolare alla forma Hordicidia.
Questa insolita coppia linguistica si spiega male: le regole dell'evoluzione fonetica dall'indoeuropeo comune al latino implicano che all'iniziale della parola, davanti ad una vocale, * bʰ cambia in f; ci si aspetta dunque che la radice indoeuropea * bʰer- (« portare ») dia forda e non horda. Questa difficoltà si ritrova anche in un'altra lingua italica, il falisco. Un'altra difficoltà sta nel collegare fordus a ferre, dato che ci si aspetterebbe *feridus > * ferdus e non fordus. Si è proposto che fordus non sia una derivazione della radice * bʰer, ma che avrebbe un'origine sabina ed un senso più ristretto significante mucca gestante e non un qualsiasi altro animale. In più Servio classifica i sacrifici in fordae o taureae, e questa seconda classe è considerata di origine sabina. Perciò è possibile che hordus e Hordicidia siano delle forme puramente latine, mentre fordus e Fordicidia sarebbero più di origine sabina.
Da questa soluzione appare che non si dovrebbe vedere nel nome Fordicidia la festa del sacrificio di vacche gravide. In più si aggiungono anche i nomi Fordicalia e Hordicalia, di cui non si vedrebbe altrimenti un motivo alla loro creazione. Nel nome Fordicalia non è più presente la radice * cid-, che indica l'uccisione.

## Spiegazione ed interpretazione

### Una festa arcaica
A partire dalla fine del XX secolo i lavori di William Fowler sulle festività romane hanno mostrato che i Fordicidia, così come i Robigalia (che servono ad ottenere la protezione contro la ruggine e i gittaioni del grano), sono tra le feste sacrificali più antiche della religione romana. In effetti, il simbolismo elementare e brutale del rito di fecondità dei Fordicidia invita a classificarli tra le feste molto antiche. Weinstock considera arcaica la festa perché appartiene ad una lista di feste che devono i loro nomi non alla divinità in onore della quale sono celebrate, ma al rituale che compiono. Georges Dumézil aggiunge che, se il tempio di Tellus sull'Esquilino risale solo al 268 a.C., ci sono buone ragioni per pensare che il sito gli è consacrato da almeno più di due secoli e che i Fordicidia sono di grande antichità.

### Un rituale magico
Per il fatto che la festa non prenda il nome dalla divinità ma dall'atto, Weinstock e Jean Bayet, riproponendo il sacrificio al genio della vegetazione che erano stati immaginati da Herbert Jennings Rose e Frazer, danno a questo rito una spiegazione basata sulla magia simpatica. Per Jean Bayet, si tratta di magie simpatiche e di anticipazione alla fecondità. Prima della formazione delle infiorescenze dei fiori (che precedono le spighe di grano) e prima della nascita del bestiame, lo strappare i vitelli dalle viscere delle madri, fordae, è più di un sacrificio: è un'anticipazione prematura dell'avvenire ed una violenta premonizione alla Terra, piena di possibilità, per esteriorizzarle.
Dumézil contesta questa interpretazione naturalista e magica dell'estrazione dell'embrione, rifiutando di concepire che la sorte della mucca uccisa con il vitello possa influire sulla terra in gestazione. Egli fa notare che non si può ritenere che il rito fosse stato tratto dapprima dalla magia pura, costringendo direttamente la natura senza azione di una persona, di una volontà divina, poiché nelle descrizioni del rito si menzionano dappertutto sacrifici la cui beneficiaria è Tellus o, in greco, Demetra.

### Un rito di fecondità

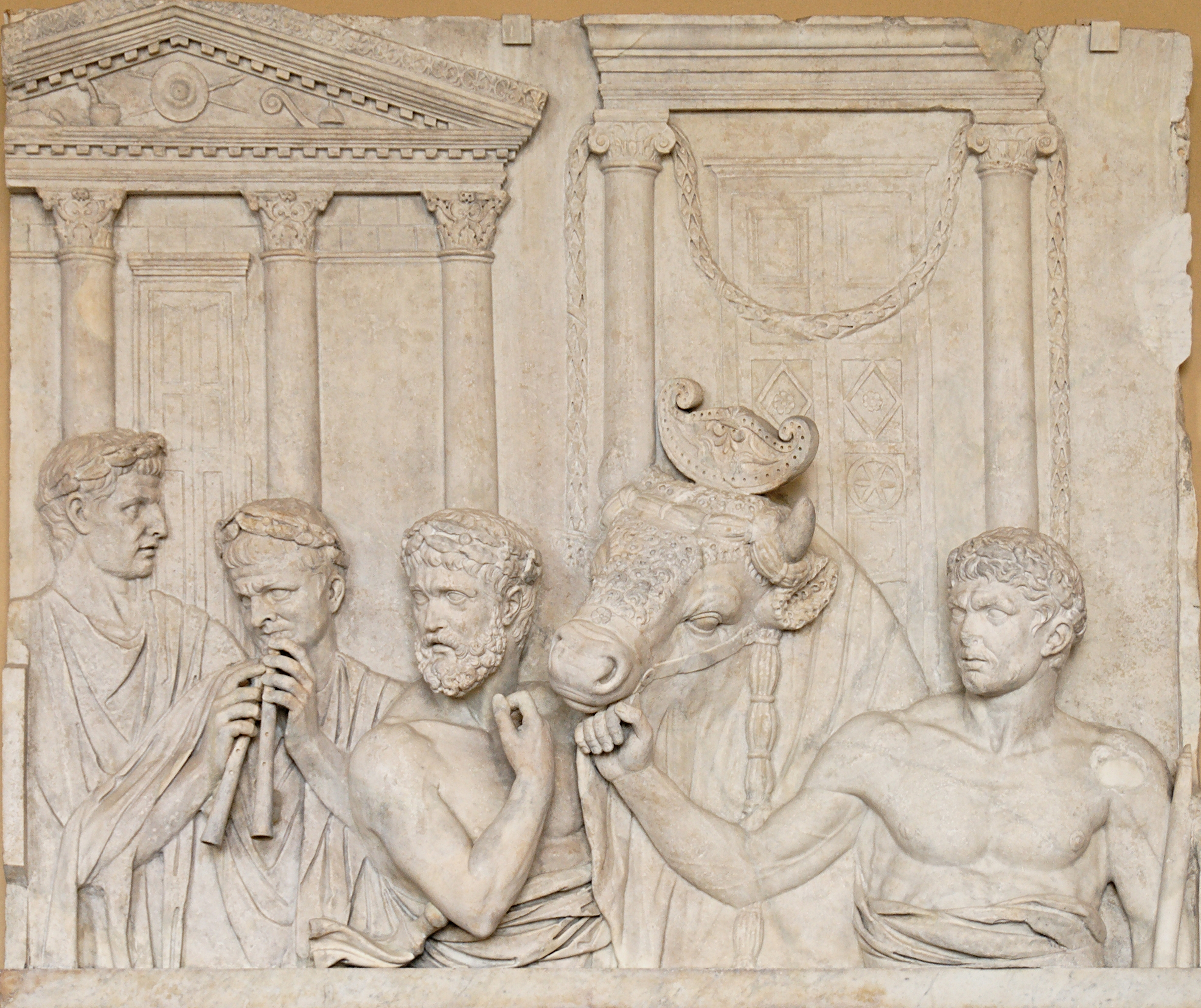
Preparazione di un sacrificio di bovino

Questa festa fa parte di un insieme di cerimonie che in primavera devono provvedere alla fertilità della terra e degli animali. Secondo Ovidio è destinata a stimolare la fecondità del bestiame, ma forse anche quella umana e dei campi, secondo una associazione di idee che si trovano di frequente. "Noi siamo, dice Ovidio, nel momento in cui tutto è gravido, la terra con le sementi, così come gli animali; ecco perché, alla terra piena, si offre una vittima piena", in virtù della regola simbolica che vuole che ad una divinità si offrano delle vittime che siamo omologhe, ma anche per fornirle quello che deve produrre, sotto un'altra forma, ed assicurarsi così anche la fertilità della terra.

### FordicidiaeCerealia
Per capire la festa bisogna prendere in considerazione la sua data ed interessarsi alla sua ambiente culturale. I Fordicidia del 15 aprile sono una festa della fertilità agricola ed animale, vicina alla festa di Cerere del 19 aprile, i Cerealia.
Henri Le Bonniec gioca sulla prossimità nel tempo che unisce i Fordicidia ed i Cerealia per dare alle due celebrazioni una finalità analoga: così vicini, i Fordicidia ed i Cerealia si situano allo stesso stadio di sviluppo dei raccolti e non possono che avere lo stesso obiettivo: assicurare il successo della spigatura. La funzione rituale delle feste è certificata dall'intervallo regolare dei quattro giorni che le separano. Questa pausa stabilisce la più stretta parentela tra le due festività che separa, e tale è il rapporto tra Fordicidia e Cerealia, che lega qui Tellus e Cerere rispettandone allo stesso momento la distinzione. L'associazione Tellus-Cerere è stato tra l'altro abbondantemente provata.

### FordicidiaeParilia
La connessione stretta tra i Fordicidia del 15 aprile e i Cerealia del 19 per via delle divinità e delle date si prolunga anche sui due giorni successivi ai Cerealia, in un'altra festa, i Parilia. La celebrazione dei Parilia si teneva il 21 aprile, e le ceneri dei vitelli estratti dalle fordae, custodite per sei giorni dale vestali, costituiva uno dei tre ingredienti del suffimen, assieme a sangue essiccato di cavallo e glume di fave. Il suffimen era un preparato che i Romani bruciavano durante i Parilia per effettuare delle fumigazioni purificatrici, assicurandosi la salute delle persone e la prosperità delle mandrie da parte di Pale, dea dei pastori e delle mandrie. I Fordicidia ed i Parilia erano, tra l'altro, le due uniche feste agrarie dedicate anche all'allevamento.

### Il rituale ed il primo sacrificio di Numa
L'accostamento dell'episodio di Numa al rito sembra indicare che Ovidio non ha concepito il mito come la fondazione o l'archetipo del rito, poiché l'aspetto messo in rilievo è diverso. Si tratterebbe piuttosto del tema comune che il mito ed il rituale trattano ognuno alla propria maniera. Il rito è descritto come una pratica compiuta all'epoca di Ovidio per la stessa ragione che aveva spinto in passato Numa ad agire. In più il mito racconta che Numa dovesse uccidere una mucca gravida, ma il rapporto tra questo elemento ed il numero di sacrifici compiuti più tardi, la cremazione dei feti e la raccolta delle ceneri confidate alle vestali resta oscuro.

### Il ruolo delle vestali

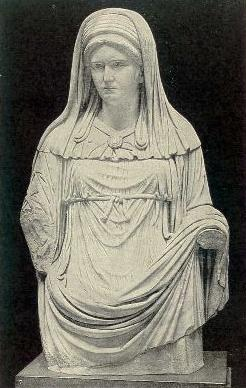
Virgo Vestalis Maxima, la somma sacerdotessa di Vesta

Le vestali svolgono un ruolo di primo piano nel sacrificio dei Fordicidia e nella preparazione del suffimen, e tale sacrificio costituisce la prima cerimonia pubblica dell'anno in cui esse svolgono un ruolo attivo.
I vitelli vengono estratti dalla madre bruciata dalla Virgo Vestalis Maxima, o Vestale Massima. Le ceneri sono in seguito custodite dalle vestali ed utilizzate come elemento per il suffimen, che viene in seguito gettato sui fuochi dei Parilia in un rituale di purificazione.
Il ruolo delle vestali mette in evidenza, attraverso gli elementi rituali di fertilità, il legame tra la salute e la sicurezza del bestiame e la sicurezza della città, compresi e soprattutto la sua sicurezza militare contro le invasioni. La sfera delle vestali implica anche la fertilità umana, ed in effetti i miti di diversi fondatori o eroi delle città del Lazio, raccontano che essi sono nati da una vergine gravida o grazie ad una scintilla del focolare o da un fallo uscito dal suolo. Le vestali romane sono responsabili non solo della custodia del focolare, la fiamma eterna, ma sono anche conosciute per custodire un fallo nel loro tempio. L'importanza della fiamma del loro fuoco sacro deve dunque avere un legame con la fondazione, la produzione e la continuità delle generazioni.

### Fordicidiaeaṣtāpadī
Il trattamento speciale riservato agli embrioni dei vitelli differenzia i Fordicidia da ogni altro sacrificio di fecondità: li si ritira dalle mucche morte, li si crema e se ne conservano le ceneri per i Parilia. L'elemento importante dei Fordicidia non è il sacrificio di una mucca gravida, poiché vittime simili si ritrovano in altre occasioni, come il sacrificio a Tellus di una scrofa gravida nelle Sementivae a gennaio). Ad aprile la terra era già fecondata durante i Fordicidia, perciò l'elemento successivo più importante è il suo frutto; l'embrione subiva un trattamento speciale in quanto rappresentava questo frutto.
Simili sacrifici di vacche gravide sono rari nel mondo e, sebbene alcuni pensino che Ovidio abbia potuto mettere a punto l'enigma della doppia vita in una, il ravvicinamento è fatto generalmente con un mito diffuso in tutte le civiltà indoeuropee, un indovinello che ruota attorno ad una "mucca a otto zampe", ossia una mucca gravida. la somiglianza fu stabilita prima da Wilhelm Schulze e Georges Dumézil riconosce che il rituale descritto da Ovidio deve attingere ad un antico substrato indoeuropeo.
Dumézil, in un saggio dedicato ai Fordicidia, ha mostrato la notevole corrispondenza degli elementi essenziali del rito romano del sacrificio di una vacca gravida a Tellus con quelli che caratterizzano il sacrificio braminico dell'aṣtāpadī « (mucca) a otto zampe » : Il confronto delle azioni romane con quelle indù è particolarmente eloquente in ciò che concerne il trattamento riservato all'embrione estratto dalle viscere della mucca immolata. Come in India, le destinazioni liturgiche della madre e del piccolo sono diverse: la mucca è uccisa con il suo embrione, ma questo è prelevato immediatamente dopo, precedendo l'estrazione dalla mucca, vittima pura, delle exta (fegato, cuore, polmoni e vescicola biliare), dedicate agli dèi. Per quanto riguarda l'embrione, viene conservato per un altro servizio, che non è un sacrificio. Lo schema è lo stesso di quello dell'aṣtāpadī.

### Altre comparazioni
Mannhardt e Fowler accostano i Fordicidia con una festa primaverile cinese, a cui ha partecipato l'ambasciatore inglese in Cina John Barrow nel 1804. Nel tempio della terra una grande mucca di porcellana venne portata in processione e poi rotta. Furono ritirati allora dal ventre un gran numero di piccole mucche, distribuite al popolo come pegni per una buona stagione agricola. Fowler ipotizzò che all'origine la cerimonia cinese prevedesse il sacrificio di un animale simile a quello dei Fordicidia.
Un'altra interpretazione lega invece i Fordicidia all'orzo, per la quale Danielle Porte si basa sulla festa dei forni in onore della dea Fornax che si teneva il 17 febbraio e su di un testo di Plinio il Vecchio. In latino l'orzo si chiama hordeum, e Quintiliano ci informa che esistesse anche la versione fordeum, che permetterebbe di spiegare anche la doppia appellazione Hordicidia/Fordicidia. In ambito agricolo, se c'è davvero una corrispondenza magica o religiosa tra la sorte dell'embrione e quella del grano, è necessario che anche il grano sia bruciato. La stessa organizzazione, incentrata sulla curia, unisce oltre all'utilizzo comune del fuoco, agente della torrefazione, Fordicidia e Fornacalia. In più, le due feste presentano lo stesso carattere arcaico, se non primitivo; l'una è la festa della torrefazione del grano, l'altra vede bruciare gli embrioni dei vitelli.

### Fonti antiche
- Sesto Pompeo Festo, De verborum significatione
- Publio Ovidio Nasone, Fasti
- Gaio Plinio Secondo, Naturalis historia
- Marco Fabio Quintiliano, De institutione oratoria
- Servio Mauro Onorato, In Vergilii carmina commentarii
- Marco Terenzio Varrone, De lingua latina
- Varrone, De re rustica
- Giovanni Lido, De mensibus

### Opere moderne
- (FR) Georges Dumézil, Rituels indo-européens à Rome, Parigi, Klincksieck, 1954.
- (FR) Georges Dumézil, La Religion romaine archaïque, Parigi, Payot, 1974.
- (FR) Bernadette Liou-Gille, Lecture religieuse de Tite-Live I, Klincksieck, 2000.
- (FR) John Schneid, La religion des romains, Parigi, Armand Colin, 2010.
- (EN) Mary Beard, John North e Simon Price, Religions of Rome, Parigi, Cambridge University, 1998.

### Articoli
- (FR) Jean Bayet, Les « Cerialia » altération d'un culte latin par le mythe grec, in Revue belge de philologie et d'histoire, vol. 29, n. 1,  pp. 5-32.
- (FR) Danielle Porte, La « boucherie sacrée » du 15 avril, in Latomus, vol. 62, n. 4, 2003,  pp. 773-788.
- (FR) Francesca Prescendi, Des étiologies pluridimensionnelles, in Revue de l'histoire des religions, vol. 219, n. 2, 2002,  pp. 141-159.
- (DE) Stefan Weinstock, Tellus, in Glotta, vol. 22, 1933,  pp. 140-152.
- (EN) Joshua Whatmough, Fordus and Fordicidia, in The Classical Quarterly, vol. 15, n. 2, 1921,  pp. 108-109.